# Kuddeholm
Kuddeholm er en lille ubeboet ø i den østlige del af Nakskov Fjord. Øen er forbundet med fastlandet med en lille stibro der har forbindelse til strandområdet Hestehovedet. Af og til kan man på øen finde en indhegning hvori der holdes får og bagerst på øen er en tæt bevoksning af træer, krat og buske. I 1980'erne holdt en hjemløs mand til i Kuddeholms buske, og det siges at han havde nedgravet en større sum penge på øen. 